# Cielo (novela de Andrews)
Cielo —en español: Heaven—  es el primer libro de la serie Casteel de la autora V. C. Andrews y fue seguido por Dark Angel, Corazones caídos, Las puertas del paraíso y Telaraña de sueños. También es el primer nombre del personaje principal. Se publicó por primera vez el 1 de noviembre de 1985 y es una de las obras más populares de Andrews.

## Trama
En 1961, su abuela despierta a Heaven, de diez años, y la lleva a la tumba de Leigh Casteel. Se le dice al Cielo que esta es su madre biológica que murió al dar a luz a Heaven. Luego, la abuela le da a Heaven una hermosa muñeca que fue hecha para parecerse exactamente a Heaven, con la excepción del cabello rubio pálido. Heaven se sorprende al saber que la muñeca es, de hecho, una réplica exacta de su madre Leigh. La abuela le dice que esta muñeca llevará el cielo a la familia de su madre en Boston, cambiando así el curso de su vida para siempre.
En el año 1965, Heaven Leigh Casteel es una niña de catorce años que vive en la pobreza extrema con su familia bastante numerosa y descontenta, en una choza en las montañas de Virginia Occidental. Su padre, Luke, todavía está atormentado por el recuerdo de su amada primera esposa, que murió al dar a luz al cielo. Luke casi nunca habla con el cielo. Rara vez está en casa y su nueva esposa, Sarah, lucha por cuidar de Heaven y sus medios hermanos: Tom, Fanny (que es muy bonita y algo promiscua) y Keith y Jane. La familia Casteel es despreciada por el resto de la ciudad, a menudo conocida como "la escoria montañesa". A pesar de su pobreza, Heaven y Tom trabajan muy duro en la escuela, y Heaven espera convertirse en maestra cuando sea mayor. Durante este tiempo, Heaven comienza a desarrollar una relación con un chico local, Logan Stonewall. Mientras tanto, Luke pasa la mayor parte de su tiempo en un burdel local, donde finalmente contrae sífilis, lo que provoca que el próximo hijo de Sarah nazca muerto. La abuela del cielo fallece el mismo día. La muerte fetal es el colmo para Sarah, quien siempre había esperado que darle a Luke un "niño de cabello oscuro" como él finalmente hiciera que él la amara. Sarah desaparece y deja una nota. Luke no se encuentra por ningún lado, por lo que los niños deben valerse por sí mismos. Logan se ofrece a ayudarlos, pero Heaven está demasiado orgulloso (y avergonzado) para admitir que están luchando. Heaven falta mucho al colegio, ya que ahora tiene que ser madre de familia, cuidar de la choza y de su frágil y algo senil abuelo.
Cada vez que las cosas se ven sombrías, Luke aparece con comida para salvar el día, pero sus intentos de ganar dinero fracasan y, finalmente, se le ocurre un plan para vender a sus hijos por 500 dólares cada uno. Keith y Jane son comprados por primera vez por una agradable pareja, pero Heaven está devastada por lo que está sucediendo. Poco después, el predicador local está interesado en comprar Heaven, pero Luke lo convence de que la hermana menor, Fanny, es mucho más adecuada para su casa. Entonces un granjero viene a buscar a Tom, y el cielo apenas puede soportarlo, ya que Tom era su mejor y más cercano amigo. Todos los hermanos y hermanas del cielo se venden ante ella, dejándola en paz. Parece que Luke realmente quiere quedarse con el Cielo, ya que una noche (pensando que ella está dormida), se acerca a ella y le acaricia el cabello, murmurando lo suave y hermoso que es. Heaven finge dormir y no sabe por qué finalmente muestra interés. Luego escucha a su abuelo interrumpir a Luke y preguntarle qué está haciendo con voz molesta. Luke parece a la defensiva y dice que el Cielo es suyo y que puede hacer lo que quiera, pero el padre de Luke le dice que no y que necesita despedir al Cielo. Heaven no comprende ni se da cuenta de cuáles eran las intenciones de Luke y siente que ahora todos la están rechazando.
Unos días después, Heaven se vende a una pareja llamada Kitty y Cal Dennison. Kitty es controladora, está obsesionada con la limpieza y, aunque a veces es amable con el Cielo, a menudo parece odiar al Cielo y tratarla como a una sirvienta no remunerada. Cal, el marido de Kitty, sufre constantes burlas y tormentos sexuales por parte de su esposa. Cal y Heaven desarrollan una relación cercana, en parte como resultado del trato que Kitty les dio. Kitty en realidad comienza a volverse violenta y a golpear a Heaven a veces. Más tarde se revela que su crueldad se debe al hecho de que Kitty una vez estuvo enamorada de Luke y casi tuvo un hijo. Cuando Luke trajo a la madre de Heaven de regreso a la ciudad, Kitty intentó un aborto en casa, lo que salió muy mal y significó que perdió su capacidad de tener hijos. Debido a esto, Kitty ve el Cielo como una liberación de su ira hacia Luke y como la hija que nunca pudo tener, lo que hace que Kitty sea tremendamente inconsistente en su trato hacia el Cielo. El cielo ha mantenido su muñeca escondida, pero un día Kitty la ve con ella. Kitty se enfurece cuando ve que la muñeca es exactamente igual a Leigh. En un ataque de rabia, Kitty quema la muñeca. Devastada por la pérdida de algo que la vinculaba con su madre, Heaven le dice a Kitty que desearía estar muerta y Kitty la golpea hasta dejarla inconsciente. Cal la encuentra más tarde y trata de consolarla, pero también la besa apasionadamente. Heaven se resiste, pero Cal finalmente la presiona para que tenga relaciones sexuales con él. Heaven cede en parte porque anhela afecto y en parte porque siente lástima por Cal por la forma en que Kitty lo trata. Aunque después se siente abrumada por la culpa y la vergüenza, el sentimiento de que Cal la necesita es tan importante para ella que no puede decirle que no.
Kitty se enferma (más tarde se revela que tiene cáncer de mama) y los tres regresan a Winnerrow, la ciudad natal de Kitty y Heaven, para buscar ayuda de la familia de Kitty. Después de conocer a la familia de Kitty, especialmente a la madre de Kitty, Heaven comienza a comprender el comportamiento de Kitty y comienza a sentir lástima por ella. Mientras está en su ciudad natal, se reencuentra con sus hermanos Tom (a quienes extraña muchísimo) y Fanny. Fanny parece feliz con el predicador y su esposa, pero también está alejada del cielo y parece estar evitándola. Heaven intenta evitar a Logan porque teme que él de alguna manera sepa lo que ha hecho con Cal con solo mirarla. Finalmente la alcanza y le ruega que lo vea. Ella se rinde y acepta encontrarse con él al día siguiente temprano en la mañana. Sin embargo, cuando regresa a la casa madre de Kitty, Cal la está esperando e intenta besarla. Heaven lo aleja pero la hermana menor de Kitty, Maisie, lo ve con la mano en el pecho de Heaven. Maisie rápidamente le cuenta a su familia lo que vio y rápidamente se extiende por la ciudad. Al día siguiente, después de que ella termina de cuidar a Kitty, Heaven va a encontrarse con Logan y pasan el día juntos, pero Logan no puede guardarse lo que escuchó y se enfrenta a Heaven. Aunque en realidad ella es la víctima de la situación, Heaven se siente tan culpable por su participación en la "seducción" que lo admite. Demasiado joven para comprender que esto no fue culpa del cielo, Logan se siente traicionado y huye de ella.
Después de regresar a la ciudad, Heaven va al hospital y encuentra a Kitty despierta y de mejor humor. Kitty luego le dice a Heaven que su padre estaba allí buscándola para disculparse por todo y que parecía un hombre diferente. También quería darle dos opciones: puede vivir con él y su nueva esposa o intentar encontrar a la familia de su madre y vivir con ellos, si la aceptan. Incapaz de perdonar a su padre por la forma en que la trató y por vender a sus otros hijos, Heaven decide ir a buscar a la familia de su madre en Boston. Tom le dice a Heaven que va a vivir con Luke, ya que el granjero lo trata como a un esclavo. Cal lleva a Heaven al aeropuerto para que pueda viajar con la familia de su madre; una vez que la lleva allí, se marcha apresuradamente. Tom aparece con Fanny, quien revela que está embarazada del predicador y que es por eso que no puede hablar ni ver el cielo; tiene que permanecer escondida, y el predicador y su esposa fingirán que es su bebé. Abraza a Heaven y le dice que la ama, luego se apresura a regresar a su "casa" con Tom antes de que descubran su desaparición.
Mientras Heaven espera su avión, lee en el periódico que Kitty ha muerto. Piensa en cómo Cal la llevó hasta el aeropuerto y ni siquiera mencionó esto: quiere empezar una nueva vida y ella no forma parte de sus planes. Heaven está furioso y herido, pensando que después de todo lo que Cal dijo sobre lo mucho que la amaba, la abandonó en la primera oportunidad, abandonándola tal como lo hizo Luke. Todo lo que puede hacer ahora es esperar encontrar paz y amor en la familia de su madre.

## Adaptación
Lifetime produjo una adaptación de Heaven que se emitió el 27 de julio de 2019, protagonizada por Annalise Basso, Chris McNally, James Rittinger, Jessica Clement, Chris William Martin y Julie Benz. Una edición especial de la película se emitió el 3 de agosto de 2019 e incluyó entrevistas detrás de escena con Basso, McNally y Rittinger.

## Historial de publicación
- Simon & Schuster (2019): ISBN 9781501197017